# Pyriculariaceae
Pyriculariaceae Klaubauf, E.G. LeBrun & Crous – rodzina grzybów workowych należąca do klasy Sordariomycetes.

## Charakterystyka
Pyriculariaceae to rodzina grzybów mikroskopijnych będąca pasożytami roślin. Rozmnażają się płciowo i bezpłciowo. Formy płciowe (teleomorfy) tworzą pęcherzykowate, czarne, zanurzone w tkankach rośliny owocniki z długimi szyjkami pokrytymi szczecinkami. Worki mniej więcej cylindryczne, jednokomórkowe, krótkospiczaste z dużym pierścieniem wierzchołkowym wybarwiającym się w odczynniku Melzera. Powstają w nich  wrzecionowate, septowane askospory.
Formy bezpłciowe (anamorfy) tworzą strzępki z rozgałęzionymi konidioforami, na końcu których powstają konidia. Są hialinowe lub o brązowawej barwie, z przegrodami. U rodzajów Pyricularia i Neopyricularia konidia są gruszkowate i 2-przegrodowe, u innych rodzajów mają kształt od jajowatego do elipsoidalnego i są również 2-przegrodowe, tylko u rodzajów  Deightoniella i Macgarvieomycessą jednoprzegrodowe.
Wiele gatunków to patogeny wywołujące groźne grzybowe choroby roślin. Bardzo duże znaczenie mają np. Pyricularia oryzae i Pyricularia grisea powodujące zarazę ryżu.

## Systematyka
Pozycja w klasyfikacji według Index Fungorum: Pyriculariaceae, Magnaporthales, Diaporthomycetidae, Sordariomycetes, Pezizomycotina, Ascomycota, Fungi.
Według Index Fungorum bazującego na Dictionary of the Fungi do rodziny Pyriculariaceae należą rodzaje:
- Bambusicularia Klaubauf, M.-H. Lebrun & Crous 2014
- Barretomyces Klaubauf, M.-H. Lebrun & Crous 2014
- Macgarvieomyces Klaubauf, M.-H. Lebrun & Crous 2014
- Neocordana Hern.-Restr. & Crous 2015
- Neopyricularia Klaubauf, M.-H. Lebrun & Crous 2014
- Proxipyricularia Klaubauf, M.-H. Lebrun & Crous 2014
- Pseudopyricularia Klaubauf, M.-H. Lebrun & Crous 2014
- Pyricularia (Sacc.) Sacc. 1886
- Pyriculariomyces Y. Marín, M.J. Wingf. & Crous 2018
- Xenopyricularia Klaubauf, M.-H. Lebrun & Crous 2014